# Kitajaure (Jokkmokks socken, Lappland, 734809-168619)
Kitajaure är en sjö i Jokkmokks kommun i Lappland och ingår i Piteälvens huvudavrinningsområde. Sjön har en area på 0,644 kvadratkilometer och ligger 356,8 meter över havet.

## Delavrinningsområde
Kitajaure ingår i det delavrinningsområde (734901-168495) som SMHI kallar för Utloppet av Kitajaure. Medelhöjden är 370 meter över havet och ytan är 4,96 kvadratkilometer. Det finns inga avrinningsområden uppströms utan avrinningsområdet är högsta punkten. Vattendraget som avvattnar avrinningsområdet har biflödesordning 4, vilket innebär att vattnet flödar genom totalt 4 vattendrag innan det når havet efter 134 kilometer. Avrinningsområdet består mestadels av skog (50 procent) och sankmarker (22 procent). Avrinningsområdet har 0,87 kvadratkilometer vattenytor vilket ger det en sjöprocent på 17,5 procent.